# 해리 포터와 혼혈 왕자
《해리 포터와 혼혈 왕자》(Harry Potter and the Half-Blood Prince)는 J.K.롤링의 해리 포터 시리즈 여섯 번째 책이다.

## 줄거리
죽음을 먹는 자들이 마법 세계와 머글 세계에서 알 수 없는 살인 사건과 실종 사건을 일으키며 혼란을 불러온다. 한편 
퍼지는 장관 자리를 사임하고 새로운 장관인 루퍼스 스크림저가 장관에 오른다. 그리고 드레이코 말포이의 어머니인 나시사 말포이는 세베루스 스네이프에게 말포이의 조력자가 돼달라 하면서 깨뜨릴 수 없는 맹세를 하게 된다. 한편 시리우스는 재산을 해리에게 넘겨주었고 해리를 론의 집에 데려다 주기 위해 왔던 덤블도어는 해리와 같이 호레이스 슬러그혼을 찾아가게 되고 슬러그혼은 호그와트 교수가 되는 것을 수락하게 된다. 방학이 끝나 열차로 학교에 돌아갈 때 해리는 투명 망토로 말포이를 염탐하다 말포이에게 걸려 코뼈가 부러지고 피투성이가 된다. 론과 해리는 원래 마법약 교수였던 스네이프의 O.W.L 
시험 기준에 떨어져서 마법약 재료를 아무것도 안 가져왔다. 하지만 마법의 약 교수는 슬러그혼이었고 그들은 슬러그혼의 O.W.L 시험 기준에 합격하여 수업을 듣게 되고, 책이 없었던 둘은 캐비넷에서 남는 책을 꺼내 쓰라는 슬러그혼의 말에 아무 책이나 집게 되는데 해리는 혼혈 왕자가 쓰던 책을 가지게 된다. 그의 책에 쓰여져 있던 약을 쉽게 만드는 법 덕분에 해리는 행운의 묘약을 얻게 된다. 
한편 해리는 덤블도어와 볼드모트의 과거를 알아보며 볼드모트의 영혼인 호크룩스에 대해 알아보고, 볼드모트의 어머니에 대한 이야기와 볼드모트의 어머니가 어떻게 볼드모트를 낳았는지 알게 된다. 
해리는 퀴디치 팀의 주장이 되고 퀴디치 게임의 선발로 뽑히는데, 론은 파수꾼, 지니는 추격꾼이 된다. 해리는 지니에게 호감을 가지게 되고 라벤더와 론이 사귀게 되자 헤르미온느는 라벤더와 론에게 묘한 질투심을 가지게 된다. 선발이 끝나고 해리와 론, 그리고 헤르미온느는 스리 브룸스틱스에 가서 버터맥주를 마시는데 그때 케이티 벨이 어떤 물건을 만지자마자 저주에 걸려 쓰러지게 된다. 해리는 말포이가 한 짓인 것을 알고 맥고나걸 교수와 스네이프에게 말을 하지만 듣지 않는다. 
스리 브룸스틱스에서 론과 해리는 지니와 딘이 키스하는 것을 보고  해리는 둘 사이에 질투심을 느낀다. 후플푸프 퀴디치 팀을 상대로 1개의 골도 허용하지 않은 론을 주인공으로 한 파티가 열리는데 론이 라벤더와 히히덕거리며 키스하자 헤르미온느는 분노한다. 한편, 해리는 덤블도어와 두 번째 기억을 보고 볼드모트가 고아원에 있을 때 이야기와, 그가 호그와트를 졸업한 다음에는 호그와트에서 어둠의 방어술을 가르치는 교수가 되고 싶어 했다는 사실을 알게 된다.
슬러그혼 교수는 항상 해리와 파티를 하는 등 함께 하는 시간을 가지고 싶어 했다. 그래서 해리는 파티에 루나를 데려가고 헤르미온느는 론 대신 코맥 매클래건과 가게 된다. 말포이는 필요의 방에서 죽음을 먹는 자들과 연락을 하고 나오는 도중 필치에게 잡혀 파티장에 들어오게 된다. 그러자 스네이프는 말포이를 넘겨받고 같이 나간다. 해리는 루나에게 양해를 구하고 그들을 따라간다. 그리고 스네이프가 말포이에게 볼드모트의 명령을 수행하는 것을 도와주겠다고 하는 것을 듣게 된다. 
크리스마스때, 해리는 버로우에 간다. 그리고 불사조 기사단 멤버들에게 그가 본 것을 말해준다. 이야기를 나누던 과정에서 루핀이 어렸을 때 펜리르 그레이백이라고 하는 늑대인간에게 물렸다는 사실도 알게 된다.
학교로 돌아간 해리는 덤블도어와 세 번째 기억을 본다. 그 기억에서 볼드모트가 자신의 아버지와 외삼촌을 죽음으로 몰아가는 것을 본다. 
학기가 시작되고 해리는 순간이동을 배우게 된다. 마법약 시간에는 계속해서 마법약 책의 도움을 받는다. 론의 생일날 해리에게 로밀다 베인에게서 사랑의 묘약이 담긴 초콜릿이 오지만 그것은 론이 먹게 된다. 그래서 해리는 론을 슬러그혼 교수에게 데려가고 해독에 성공을 하지만 슬러그혼 교수가 준 음료에 들어 있던 독에 목숨이 위태로워진다. 하지만 해리가 염소의 위석을 먹여 론을 살리게 된다. 병상에서 론은 라벤더와 헤어지고 헤르미온느와 이어진다.
론의 파수꾼 대타로 코맥 맥클라건이 나오지만, 코맥은 자신의 위치가 아닌 다른 선수들의 위치까지 참견을 한다. 그리고 경기 당일에도 해리를 실수로 맞춰 의무실로 보낸다. 한편 해리는 말포이가 호그와트 비밀지도에서 자주 사라져 이상한 낌새를 눈치채고 도비와 크리처에게 말포이를 뒤쫓게 시킨다. 
해리와 덤블도어는 네 번째 기억을 보게 되고 그 기억에서는 톰이 학교를 졸업한 뒤 어둠의 물건을 다루는 가게에서 중고 고급 물건들을 다루고 호그와트의 각 기숙사의 상징물을 탐냈다는 것을 알게 된다. 해리는 교장실에서 나오는 길에서 말포이를 보고 쫓아가지만 말포이가 어디로 사라지는지 찾지 못한다. 
해리와 덤블도어는 호크룩스에 대한 내용을 찾아내는데 성공을 한다. 그리고 학교를 졸업하기 전부터 호크룩스 제작을 계획하고 있던 볼드모트가 자신의 영혼을 7개로 나누어 물건에 담았음을 알게 된다. 그것들은 해리가 파괴한 톰 리들의 일기장, 덤블도어 교수가 파괴한 마볼로가의 반지와 그 외 5가지 물건으로 이루어져 있음을 알게 되었다. 덤블도어와 해리는 그 물건들이 각 기숙사를 대표하는 물건들일 것이라고 생각한다. 
한편 말포이의 행방을 궁금해하던 해리는 케이티 벨과 목걸이에 대해서 이야기 하던 중 말포이와 눈이 마주치고 말포이는 화장실 쪽으로 도망간다. 해리는 그를 따라가고 혼혈 왕자의 책에 쓰여있던 마법인 섹튬셈프라를 말포이에게 쓰게 되고 말포이는 피를 흘리며 쓰러진다. 그 일로 해리는 스네이프 교수에게 벌을 받게 되고 마지막 퀴디치에 참가하지 못한다. 기숙사에 돌아온 해리는 그리핀도르가 이겼다는 것을 알게 되고 기뻐 지니에게 키스를 하게 된다. 그리고 그 후 해리와 지니는 사귀게 된다.
덤블도어를 만나러 가던 해리는 트릴로니 교수를 만나고 트릴로니 교수를 통해서 볼드모트에게 예언의 내용을 알린 것이 스네이프라는 사실을 알게 된다. 해리는 스네이프에 대한 강한 증오심을 느끼며 덤블도어에게 갔다. 덤블도어는 해리의 말을 듣고 스네이프가 예언의 앞부분은 들었지만 뒷부분은 듣지 못하였다는 사실은 알려주고 그로 인해 앞부분만 들은 볼드모트는 예언에 심각하게 집착하여 해리를 죽이려고 함으로써 해리는 그 예언이 실제로 일어날 것임을 깨닫게 된다. 그리고 덤블도어는 해리에게 볼드모트가 고아원에 있을 때 아이들을 데리고 갔던 동굴에서 호크룩스를 찾았다고 하여 그 둘은 그 호크룩스를 찾기 위해서 나가기로 하고 해리는 나가기 전 론과 헤르미온느와 지니에게 펠릭스 펠리시스를 마시게 한다. 
동굴에 간 해리와 덤블도어는 동굴속 호수를 건너서 호크룩스가 있는데에 다다르고 덤블도어는 호크룩스를 구하기 위해 담긴 마법약을 마시고 기절한다. 호크룩스가 모습을 드러냈고 그 약을 마셨던 덤블도어는 고통스러워하며 해리에게 물을 달라고 애원한다. 해리는 물을 만들어내는 마법을 사용하지만 계속해서 그 물은 없어져 버리고 물을 얻기 위해서는 볼드모트가 원했던 대로 행동하는 수밖에 없다는 것을 알게 된다. 결국 그는 호수에서 물을 떠 덤블도어에게 건네주려 하지만 물속에서 임페리우스들이 나와서 해리를 물 속으로 끌고 가려고 한다. 그 와중에 기력을 회복한 덤블도어는 남은 힘으로 화염을 만들어 임페리우스들을 제압한 다음 해리와 덤블도어는 동굴 밖에 나와 순간이동으로 호그스미드에 도착하고 그들은 호그와트 상공에 뜬 어둠의 표식을 발견한다. 
호그와트 안에 도착한 덤블도어는 인기척을 느끼고 해리에게 무언 동작 정지 마법을 걸어 숨긴다.(영화에서는 스네이프를 데려오라고 하면서 숨어 있으라고 한다) 그때 말포이가 탑 안으로 들어오고 덤블도어에게 무장 해제 마법을 시전하여 덤블도어는 지팡이를 놓친다. 말포이는 덤블도어에게 자신이 사라지는 캐비닛을 통해서 죽음을 먹는 자들을 데리고 들어온 사실과 이제껏 여러 가지 방법으로 덤블도어를 죽이려고 했음을 알려주었다. 덤블도어는 말포이를 설득시키려고 하였지만  그 순간 벨라트릭스 레스트레인지와 스네이프, 펜리르 그레이백, 캐로우 남매 등 죽음을 먹는 자가 난입하고 스네이프가 살인 저주로 말포이 대신 덤블도어를 죽인다. 덤블도어가 죽음으로써 마법이 풀린 해리는 스네이프를 뒤쫓으면서 섹툼셈프라 마법을 시전한다. 그러자 스네이프는 자신이 혼혈 왕자임을 밝히고 섹튬셈프라는 자신이 만든 마법이라는 것을 말하고서는 다른 죽음을 먹는 자들과 함께 떠난다.